# Harley Rex
Harley Edwin Rex (Lehighton (Pennsylvania), 29 maart 1930 – Trinity (Texas), 26 november 2020) was een Amerikaans componist, muziekpedagoog en saxofonist.

## Levensloop
Rex studeerde aan het Mansfield State College in Mansfield (Ohio) en aan de Universiteit van Michigan in Ann Arbor. Hij was een leerling van Sigurd Rascher en speelde een bepaalde tijd ook meer in zijn band. In 1955 werd hij als saxofonist lid van de United States Army Band in Fort Myer (Virginia). Hij speelde aldaar ook in de Steve Lawrence Army Dance Band, waar ook Charlie Woods meespeelde, nu beter bekend als Charles Osgood in de CBS "Sunday Morning" televisie show.
Na 8 jaar als "United States Army" musicus, kwam hij 1962 als directeur van de "Houstonians Jazz Band" aan de Sam Houston State University (SHSU) in Huntsville (Texas) en werd docent saxofoon. Verder was hij voor korte tijd dirigent van de SHSU Marching Band. In 1974 werd hij assistent van het hoofd van de School of Music aan deze universiteit. Verder werd hij hoofd van de "Summer music school" en de "Summer music camps", die hij ook verdere 8 jaar dirigeerde. Onder andere is hij auteur van het in 1982 geschreven "muziek-therapie curriculum", dat met succes in de bij straf-gevangenen werd ingezet. In 1997 ging hij met pensioen. Na zijn in rust stelling is hij verder actief als dirigent van de Huntsville Community Senior Adult Choir.
Van 1962 tot 1973 was hij als saxofonist lid van het Houston symfonieorkest.
Naast bewerkingen van klassieke muziek voor blazersensemble (Concerto grosso in D van Antonio Vivaldi voor saxofoon-ensemble, Allegro nr. 2 en nr. 6 vanuit "Song without words" van Felix Mendelssohn Bartholdy voor altsaxofoon en piano ezv.) componeerde hij ook eigen werk, vooral voor zijn instrument.
Harley Edwin Rex overleed in 2020 op 90-jarige leeftijd.

## Composities

### Werken voor harmonieorkest
- Andante and Brilliante, voor altsaxofoon en harmonieorkest
- Preludio and Movendo, voor altsaxofoon en harmonieorkest
- Saxophone Rhapsody, voor altsaxofoon en harmonieorkest

### Kamermuziek
- 3 Negro Spirituals, voor saxofoon-ensemble
- Andantino and Brillante, voor altsaxofoon en piano
- Instrada and Fugato, voor altsaxofoon en piano
- Preludio and Movendo, voor altsaxofoon en piano
- Saxophone Rhapsody, voor altsaxofoon en piano
- Washington Sonata, voor altsaxofoon en piano